# 托雷斯梅努达斯
托雷斯梅努达斯，是西班牙卡斯蒂利亚-莱昂萨拉曼卡省的一个市镇。 总面积12平方公里，总人口208人（2001年），人口密度17人/平方公里。